# إيلسا لونغيني
إيلسا لونغيني (بالفرنسية: Elsa Lunghini)‏ هي مغنية وممثلة فرنسية ولدت في يوم 20 مايو 1973 في باريس لأب إيطالي وأم من أصل جزائري يهودي. بدأت الغناء وهي طفلة في عقد 1980. وفي عمر ال13 سنة أنتجت ألبومها الأول T'en va pas (لا تذهب بعيداً) وحصلت فيه على ملايين المبيعات وأنتجت فيما بعد سبعة ألبومات. بدأت بالتمثيل أيضاً وهي طفلة، وقد مثلت في أول فيلم لها في سنة 1981 في فيلم المفتش ومثلت أيضاً في فيلم عودة كازانوفا في سنة 1992. ارتبطت مرتين أولها مع المغني بيتر كرونر وثاني مرة مع لاعب المنتخب الفرنسي لكرة القدم بيسنتي ليزارازو ولها ابن واحد من كروجر.